# Ueno-Okachimachi (metropolitana di Tokyo)
La Stazione di Ueno-Okachimachi (上野御徒町駅?, Ueno-Okachimachi-eki) è una stazione della Metropolitana di Tokyo e si trova nel quartiere di Taitō. Presso la stazione passa la Ōedo della Toei, ma è possibile passare rapidamente alla stazione di Okachimachi per usare le linee JR East (Yamanote e Keihin-Tōhoku), la stazione di Ueno-hirokōji per la linea Ginza e la Stazione di Naka-Okachimachi per la linea Hibiya.